# 주덕위

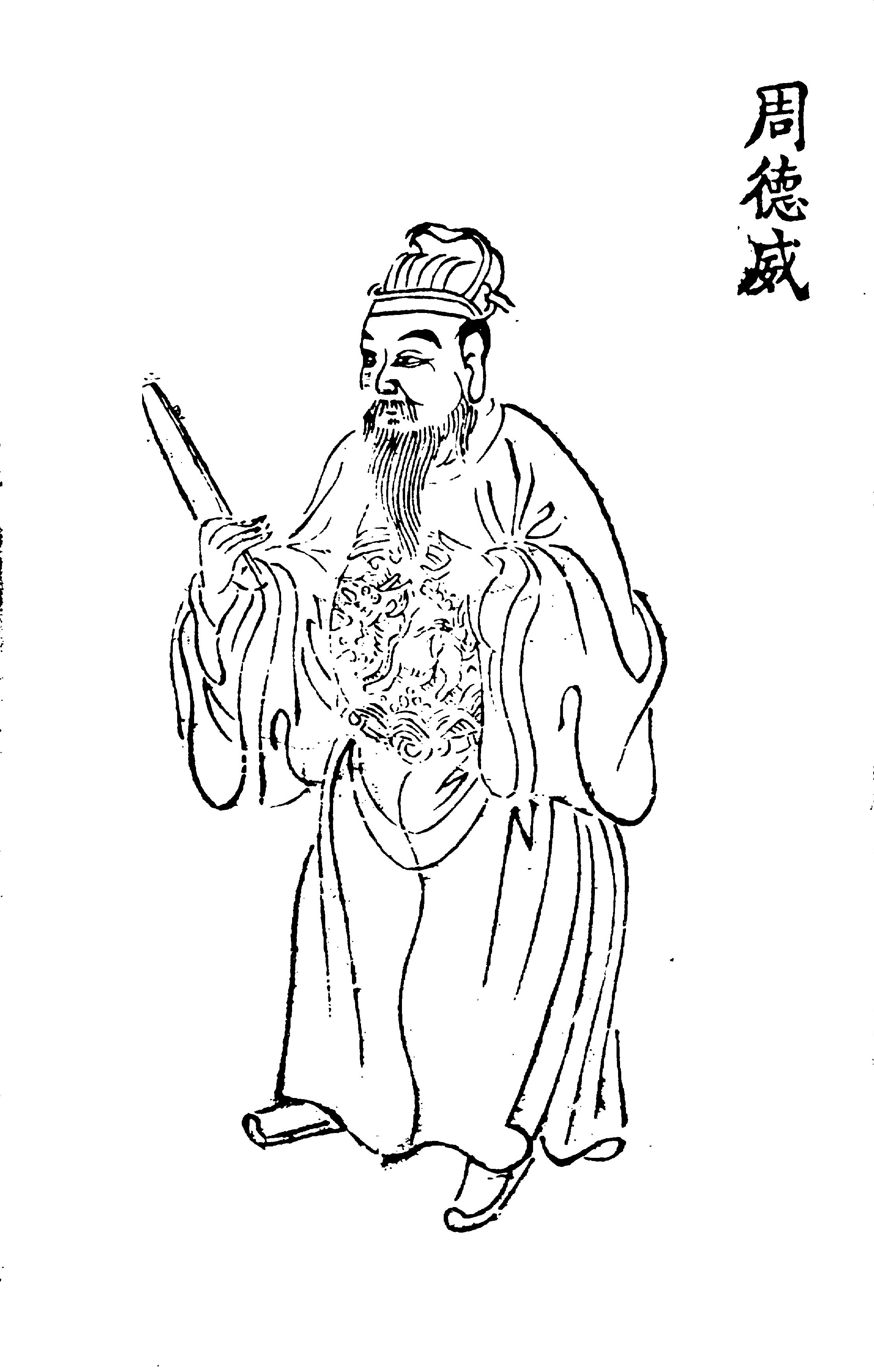
주덕위

주덕위(周德威, ? ~ 919년 1월 29일)는 당나라 말기 ~ 오대십국 시대 진나라(훗날의 후당)의 대장으로, 자는 진원(鎭遠), 아명은 양오(陽五)이며, 삭주 마읍현(馬邑縣) 사람이다.

## 생애
용기가 있고, 지혜가 풍부하며 눈에는 광채가 빛나고 웃어도 표정이 변하지 않았다. 그때문에 사람들은 그를 두려워 하였다.
처음엔 당나라의 장군이었다가 황소군에 참가했다. 진왕 이극용을 만나 그의 휘하가 되어 접중기독(帳中騎督)이 되었고, 공적을 세워 오내지휘사(衙内指揮使)가 되었다. 그는 기마전에 매우 뛰어나서 멀리서 피어오르는 사막의 먼지구름을 보고 이것으로 적의 기병의 숫자가 많고적음을 판단할 수 있었다. 그 후 진무절도사(振武節度使)-(동중서문하평장사)의 지위에 올랐다.
899년 주전충이 태원을 공격할 때 누군가 주덕위를 쓰러뜨린자는 자사(刺史)에 임명시키겠다고 공언했다. 그러자 후량군에서 한명의 용맹한 무장이 있었는데, 이름은 진장(陳章)이고 호는 진야의(陳野義)라는 사람이 주덕위를 만나는 순간 포로로 잡아버리겠다고 호언장담하였다.
그때부터 그는 백마를 타고 붉은갑옷을 입고 여러차례 진지를 출입했다. 진왕 이존욱은 이 상황을 보고 주덕위에게 경솔하게 움직이지 말 것을 지시했다. 그러자 주덕위는 웃으며 말했다.
진장은 호언장담을 좋아하고 있습니다.
그와 동시에 주덕위는 백마를 타고, 붉은갑옷을 입은 자가 있다면 회피하라고 부하에게 명령을 내렸다. 그런 다음 자신은 무장의 복장을 갖추지 않고, 보통의 병사와 같은 복장을 입었다.
어느날 진장은 출진하여 도전하다가 주덕위의 부하(주덕위가 변장한 모습)가 도망치는 모습을 보고, 모(矛)를 쥐고 쫓아갔다. 주덕위는 진장의 기마가 자신의 옆을 달려오는 것을 보고 시간차를 노려 추(錘)를 던져 진장을 노렸다. 이것은 보기좋게 진장을 명중시켰고, 진장은 낙마했다. 주덕위는 진장을 말에 싣고 포로로 사로잡았다.
910년 후량이 왕용(王鎔)을 공격할 때 원군을 지시받아 소수의 병력을 가지고 후량의 대군을 무찔렀다. 또한 연(燕)의 유수광(劉守光)을 공격하여 탁주(涿州), 유주(幽州)를 지배하에 두는 공적을 세워 노용군절도사(盧龍軍節度使)에 임명되었다.
918년 이존욱에게 싸움을 가볍게 여기는것을 주의하라는 간언을 했으나 듣지 않아 호류파(胡柳陂)의 전투에서 패배해 전사했다.

## 출전 및 참고 자료
1. ↑  《자치통감》, 권270.
2. ↑  대만 중앙연구원 중국력(中國曆) ↔ 서력(西曆) 변환기

- 《구오대사》, 권56.
- 《신오대사》, 권25.
- 《자치통감》, 권261・262・263・265・266・267・268・269・270.